# Кутарыс
Кутарыс (каз. Құтарыс, до 2000 г. — Кызыласкер) — село в Сайрамском районе Туркестанской области Казахстана. Административный центр Кутарысского сельского округа. Находится примерно в 26 км к северо-западу от районного центра, села Аксукент. Код КАТО — 515263100.

## Население
В 1999 году население села составляло 2065 человек (1050 мужчин и 1015 женщин). По данным переписи 2009 года, в селе проживали 2642 человека (1344 мужчины и 1298 женщин).